# Лошанский сельсовет (Узденский район)
Лошанский сельсовет — упразднённая 1 июля 2013 года административная единица на территории Узденского района Минской области Белоруссии.

## Производственная сфера
На территории сельсовета расположены 2 сельхозпредприятия:
- СПК «Костюки»
- СПК «Асилак»

## Социально-культурная сфера
Медицинская помощь: лошанская врачебная амбулатория, слободской и долгиновский фельдшерско-акушерские пункты.
Образование: лошанская средняя государственная общеобразовательная школа, слобода-пырашевская базовая школа-сад, лошанский детский сад
Культура: лошанский Дом культуры и слободской сельский клуб, лошанская и слободская сельские библиотеки.

## Достопримечательности
На территории сельсовета имеется Лошанское водохранилище.

## Состав
Лошанский сельсовет включал 29 населённых пунктов:
- Антоново — деревня.
- Беревица — деревня.
- Боровые — деревня.
- Верх-Неман — посёлок.
- Веселое — посёлок.
- Госьбищи — деревня.
- Гурбаны — деревня.
- Гущино — деревня.
- Долгиново — деревня.
- Загорщина — деревня.
- Заранково — деревня.
- Иванов Бор — деревня.
- Казенные Борки — деревня.
- Калининск — деревня.
- Костюки — деревня.
- Красное — посёлок.
- Крестинтерн — деревня.
- Кривели — деревня.
- Лоша — деревня.
- Новоселки — деревня.
- Павловщина — деревня.
- Петуховка — деревня.
- Пырашево — деревня.
- Румок — деревня.
- Сеножатки — деревня.
- Слобода — агрогородок.
- Смолинец — деревня.
- Хоромицкие — деревня.
- Ясень — деревня.